# Long Branch (New Jersey)
Long Branch è un comune degli Stati Uniti d'America, nella Contea di Monmouth, nello Stato del New Jersey. Al censimento del 2010, la città contava 30 719 abitanti.
È la città natale dello scrittore Norman Mailer, del cantautore Bruce Springsteen e dello scacchista Grande maestro internazionale prodigio Abhimanyu Mishra.

## Monumenti e luoghi d'interesse
- Pier Village: comunità con edifici in stile vittoriano.